# Talsi (rejon)
Talsi (łot. Talsu rajons) – rejon w północno-zachodniej Łotwie, funkcjonujący w latach 1949–2009.
Rejon graniczył z rejonami: Kuldyga, Tukums i Windawa.
Zniesiony 30 czerwca 2009, w ramach reformy administracyjnej.